# Магистрала Азия 1 (АН1)
Магистрала „Азия 1“, със знак АН1, е най-дългият маршрут от Азиатската магистрална мрежа.
Дължината на магистралата е 20 557 километра. Японският участък с дължина 1200 км е в маршрута от ноември 2003 г.

## Маршрут
Началната ѝ точка е в японската столица Токио и върви на запад. Завива на северозапад през Корейския полуостров и достига до Североизточен Китай, където е най-северната част на пътя. От там завива на югозапад, през Източен Китай (с връзка до Хонконг) влиза във Виетнам и след дъга на югоизток достига до южния край на полуостров Индокитай – най-южната част на магистралата. Там завива на северозапад и продължава в същата посока (освен в участъци на запад в Мианмар, после на югозапад в участъка Индия – Бангладеш и в Афганистан) чак до края си на границата между Турция и България. Чрез пътната връзка между граничните пунктове Капъкуле и Капитан Андреево се свързва с международния Европейски път Е80.

Последователно преминава през следните 14 държави (2 пъти през Индия):
- Япония,
- Южна Корея,
- Северна Корея,
- Китай (КНР),
- Виетнам,
- Камбоджа,
- Тайланд,
- Мианмар,
- Североизточна Индия,
- Бангладеш,
- Северна Индия,
- Пакистан,
- Афганистан,
- Иран,
- Турция.